# Brent Peterson (Eishockeyspieler, 1958)
Brent Ronald Peterson (* 15. Februar 1958 in Calgary, Alberta) ist ein ehemaliger kanadischer Eishockeyspieler und -trainer, der im Verlauf seiner aktiven Karriere zwischen 1974 und 1989 unter anderem 651 Spiele für die Detroit Red Wings, Buffalo Sabres, Vancouver Canucks und Hartford Whalers in der National Hockey League (NHL) auf der Position des rechten Flügelstürmers bestritten hat. Anschließend war Peterson über 20 Jahre lang als Trainer tätig, den Großteil davon als Assistenztrainer der Nashville Predators in der NHL. Seine größten Erfolge feierte er jedoch als Cheftrainer der Portland Winter Hawks aus der Western Hockey League (WHL), die er zum Gewinn des Memorial Cups im Jahr 1998 führte.

## Karriere
Peterson verbrachte seine Juniorenzeit zwischen 1974 und 1978 in der Western Canada Hockey League (WCHL). Der Flügelstürmer stand zunächst zwei Spielzeiten lang im Kader der Edmonton Oil Kings, ehe das Franchise im Sommer 1976 aus dem kanadischen Edmonton jenseits der Grenze in den US-amerikanischen Bundesstaat Oregon umzog und sich in Portland niederließ. Dort setzte es den Spielbetrieb unter dem Namen Portland Winter Hawks fort. Peterson absolvierte über den Zeitraum von vier Jahren insgesamt 274 Partien für das Edmonton/Portland-Franchise und sammelte dabei 318 Scorerpunkte. Im NHL Amateur Draft 1978 wurde er schließlich in der ersten Runde an zwölfter Stelle von den Detroit Red Wings aus der National Hockey League (NHL) ausgewählt. Damit war Peterson neben Wayne Babych und Larry Playfair eine von drei Erstrundenwahlen aus Portland in diesem Jahr.
Gleich zum Beginn der Saison 1978/79 schaffte der 20-Jährige den Sprung in den NHL-Kader der Detroit Red Wings. Allerdings brach er sich schon im fünften Saisonspiel Mitte Oktober 1978 das rechte Bein, sodass er den Rest der Spielzeit verletzungsbedingt ausfiel. Erst zum folgenden Spieljahr kehrte der Angreifer aufs Eis zurück, musste dabei sich aber erst wieder über Detroits Farmteam, die Adirondack Red Wings, aus der American Hockey League (AHL) für das NHL-Aufgebot empfehlen. So verbrachte er den Großteil der Spielzeit in der AHL. Die dauerhafte Rückkehr in die NHL gelang ihm erst in der Saison 1980/81, in der er wegen Brüchen des rechten Wangenknochens und linken Sprunggelenks ebenfalls längere Ausfallzeiten hatte. Kurz nach dem Beginn des Spieljahres 1981/82 im Dezember 1981 war Peterson Bestandteil eines sechs Spieler umfassenden Transfergeschäfts, in dem er gemeinsam mit Mike Foligno und Dale McCourt zu den Buffalo Sabres wechselte. Als Kompensation erhielten die Red Wings Danny Gare, Jim Schoenfeld und Derek Smith.
In Diensten der Buffalo Sabres verbrachte Peterson nach anfänglichen Problemen seine ertragreichsten Jahre in der NHL. An der Seite von Craig Ramsay gelang es ihm, sich endgültig in der Liga zu etablieren und seine defensiven Fähigkeiten erfolgreich einzubringen. In den Spielzeiten 1982/83 und 1984/85 erreichte er zudem über 30 Scorerpunkte. Im Oktober 1985 endete die Zeit des Kanadiers in Buffalo allerdings, da er im NHL Waiver Draft kurz vor dem Saisonbeginn von den Vancouver Canucks ausgewählt wurde. Für das Franchise von der kanadischen Westküste ging der Offensivakteur in den folgenden zwei Jahren auf Torejagd. In der Saison 1985/86 gelang es ihm erneut, mehr als 30 Torbeteiligungen zu erzielen. Im Herbst 1987 landete Peterson dann – erneut über den Waiver Draft – bei den Hartford Whalers, wo er seine letzten beiden Jahre in der NHL verbrachte. Nachdem die Whalers ihn nach der Spielzeit 1988/89 aus seinem Vertrag entließen, beendete der 31-Jährige seine aktive Karriere umgehend.
Peterson blieb daraufhin aber den Hartford Whalers treu und wurde in den Trainerstab des Franchises aufgenommen. Dort fungierte er zwei Jahre als Assistenztrainer unter der Ägide von Cheftrainer Rick Ley. Zur Saison 1991/92 kehrte der Ex-Spieler zu seinem Juniorenteam Portland Winter Hawks in der Western Hockey League (WHL) zurück. Dort betreute das Team zunächst zwei Spielzeiten lang gemeinsam mit Ken Hodge und war zudem als Director of Hockey Operations eingesetzt, ehe er ab 1993 als allein verantwortlicher Cheftrainer tätig wurde. Nachdem er am Ende der Saison 1996/97 die Dunc McCallum Memorial Trophy als bester Trainer der Liga erhalten hatte, folgte in der Spielzeit 1997/98 mit dem Gewinn des Doubles aus President’s Cup der WHL und dem Memorial Cup des Dachverbands Canadian Hockey League der größte Erfolg seiner Trainerlaufbahn. Danach beendete er sein Engagement in Portland nach insgesamt sieben Jahren. Peterson wurde als Assistenztrainer von den neu gegründeten Nashville Predators verpflichtet, die in ihre erste NHL-Saison gingen. Unter Cheftrainer Barry Trotz war er bis zum Sommer 2011 in dieser Funktion tätig.

## Erfolge und Auszeichnungen
- 1997 Dunc McCallum Memorial Trophy
- 1998 President’s-Cup-Gewinn mit den Portland Winter Hawks (als Cheftrainer)
- 1998 Memorial-Cup-Gewinn mit den Portland Winter Hawks (als Cheftrainer)

## Karrierestatistik
(Legende zur Spielerstatistik: Sp oder GP = absolvierte Spiele; T oder G = erzielte Tore; V oder A = erzielte Assists; Pkt oder Pts = erzielte Scorerpunkte; SM oder PIM = erhaltene Strafminuten; +/− = Plus/Minus-Bilanz; PP = erzielte Überzahltore; SH = erzielte Unterzahltore; GW = erzielte Siegtore; 1 Play-downs/Relegation; Kursiv: Statistik nicht vollständig)